# Уфгау (Баден)
Уфгау (на немски: Ufgau, Ufgowe) е средновековно франкско гауграфство на територията в днешен Баден-Вюртемберг, Германия. Намира се от река Оос през долнен Мург до Алб в Северен Шварцвалд.
Западно франкският Уфгау граничи на юг с Ортенау (около Офенбург и Ахерн), на югозапад на елзаския Нордгау, на северпзапад с Шпайергау, на североизток с Пфинцгау или Крайхгау и на югоизток с Глемсгау и Вюрмгау. Църковно Уфгау принадлежи към епископство Шпайер, докато Ортенау принадлежки към епископството Щрасбург.
Днешните градове в историческия Уфгау са Баден-Баден, Ращат и Карлсруе.

## Графове на Уфгау
- Гебхард († сл. 15 януари 947), 940 граф в Уфгау (Конрадини)
- Конрад I († 20 август 997), 983–997 херцог на Швабия, 987 граф в Уфгау, 994 граф в Ортенау
- Куно I фон Йонинген († сл. 1020), вер. син на граф Рудолф II фон Алтдорф и Ита фон Йонинген, дъщеря на херцог Конрад I от Швабия, граф в Уфгау, Ортенау, граф на Зуалафелд
- Адалберт I фон Калв († 1046/1049), роднина на Конрад I, граф в Уфгау, спомененат 1041 г.
- Регинбодо I († 1063), внук на херцог Конрад I, граф в Уфгау (1057), дава името на франкския благороднически род Регинбодони
- Регинбодо II, негов внук, споменат 1110–1115

Резиденцията на графовете Регинбодо I и II е замък Валденфелс при Малш (в окръг Карлсруе).
През началото на 12 век долината Мургтал попада към графовете на Еберщайн, долината Оостал към маркграфовете на Баден.
- Херман V фон Баден († 16 януари 1243) от 1190 г. граф в Уфгау и Пфинцгау, маркграф на Верона и Баден (Бадени)
- Фридрих I († 1217 убит), от 1190 г. граф в Уфгау и Пфинцгау, маркграф на Верона и Баден (Бадени)